# IC 2936
IC 2936 је галаксија у сазвјежђу Лав која се налази на листи објеката дубоког неба у Индекс каталогу.
Деклинација објекта је + 13° 0' 31" а ректасцензија 11h 34m 56,9s. Привидна величина (магнитуда) објекта IC 2936 износи 14,5 а фотографска магнитуда 15,5.